# ჱ
Das Hê (ჱ) war ein Buchstabe des georgischen Alphabets, der heute nicht mehr verwendet wird. Der Buchstabe stellte den Laut [ɛj] dar.
Im Mchedruli-Alphabet wurde nur noch das ჱ verwendet. Im historischen Chutsuri-Alphabet gab es noch den Großbuchstaben Ⴡ; das kleingeschriebene Pendant dazu war das ⴡ.
Es war dem Zahlenwert 8 zugeordnet.

## Zeichenkodierung
Das Hê ist in Unicode an den Codepunkten U+10F1 (Mchedruli) bzw. U+10C1 (Chutsuri-Großbuchstabe) und U+2D21 (Chutsuri-Kleinbuchstabe) zu finden.